# Esportista Luxemburguès de l'Any
L'Esportista Luxemburguès de l'Any són un grup de premis atorgats als més populars esportistes luxemburguesos de l'any anterior. Hi ha dues categories principals: un per a homes (francès: Trophée du Meilleur Sportif), i un altre per a dones (Trophée de la Meilleure Sportive). Altres premis es donen per al millor equip (Challenge de la Meilleure Equipe), el millor esportista jove (Prix du Jeune Espoir), el més destacat esportista (Prix d'Honneur), i pel joc més net (Prix du Fair play).

## Llista de guanyadors

### 1954-1965
Des de 1954 fins a 1965, hi va haver un sol títol d'«Esportista de l'Any», atorgat a qualsevol esportista sense consideració de sexe.
| Any  | Guanyador        | Esport                 |
| ---- | ---------------- | ---------------------- |
| 1954 | Charly Gaul      | Ciclisme de competició |
| 1955 | Charly Gaul      | Ciclisme de competició |
| 1956 | Charly Gaul      | Ciclisme de competició |
| 1957 | Josy Stoffel     | Gimnàstica             |
| 1958 | Charly Gaul      | Ciclisme de competició |
| 1959 | Jean Link        | Esgrima                |
| 1960 | Josy Stoffel     | Gimnàstica             |
| 1961 | Sylvie Hülsemann | Esquí aquàtic          |
| 1962 | Norbert Haupert  | Atletisme              |
| 1963 | Norbert Haupert  | Atletisme              |
| 1964 | Charles Sowa     | Marxa atlètica         |
| 1965 | René Kilburg     | Atletisme              |

### Després de 1966
A partir de 1966, es va decidir dividir els premis en categories separades per als homes i per a les dones, que s'ha mantingut des d'aleshores.
| Any  | Esportista de l'Any (home) | Esportista de l'Any (home) | Esportista de l'Any (dona) | Esportista de l'Any (dona) |
| Any  | Guanyador                  | Esport                     | Guanyadora                 | Esport                     |
| ---- | -------------------------- | -------------------------- | -------------------------- | -------------------------- |
| 1966 | René Kilburg               | Atletisme                  | Sylvie Hülsemann           | Esquí aquàtic              |
| 1967 | Charles Sowa               | Marxa atlètica             | Colette Flesch             | Esgrima                    |
| 1968 | Louis Pilot                | Futbol                     | Sylvie Hülsemann           | Esquí aquàtic              |
| 1969 | Louis Pilot                | Futbol                     | Annette Berger             | Atletisme                  |
| 1970 | Nicolas Koob               | Automobilisme              | Jeanny Dom                 | Tennis de taula            |
| 1971 | Charles Sowa               | Marxa atlètica             | Jeanny Dom                 | Tennis de taula            |
| 1972 | Charles Sowa               | Marxa atlètica             | Nelly Wies                 | Tir amb arc                |
| 1973 | Robert Schiel              | Esgrima                    | Jeanny Dom                 | Tennis de taula            |
| 1974 | Marcel Balthasar           | Tir amb arc                | Berty Krier                | Tennis de taula            |
| 1975 | Roland Bombardella         | Atletisme                  | Jeanny Dom                 | Tennis de taula            |
| 1976 | Roland Bombardella         | Atletisme                  | Jeanny Dom                 | Tennis de taula            |
| 1977 | Roland Bombardella         | Atletisme                  | Jeanny Dom                 | Tennis de taula            |
| 1978 | Roland Bombardella         | Atletisme                  | Jeanny Dom                 | Tennis de taula            |
| 1979 | Lucien Didier              | Ciclisme de competició     | Carine Risch               | Tennis de taula            |
| 1980 | Justin Gloden              | Atletisme                  | Carine Risch               | Tennis de taula            |
| 1981 | Fonsy Grethen              | Billar                     | Carine Risch               | Tennis de taula            |
| 1982 | Roland Jacoby              | Tir olímpic                | Carine Risch               | Tennis de taula            |
| 1983 | Roland Jacoby              | Tir olímpic                | Jeannette Goergen          | Tir amb arc                |
| 1984 | Raymond Conzemius          | Atletisme                  | Jeannette Goergen          | Tir amb arc                |
| 1985 | Claude Michely             | Ciclisme de competició     | Danièle Kaber              | Atletisme                  |
| 1986 | Fonsy Grethen              | Billar                     | Danièle Kaber              | Atletisme                  |
| 1987 | Robby Langers              | Futbol                     | Nancy Kemp-Arendt          | Natació                    |
| 1988 | Marc Girardelli            | Esquí                      | Danièle Kaber              | Atletisme                  |
| 1989 | Marc Girardelli            | Esquí                      | Nancy Kemp-Arendt          | Natació                    |
| 1990 | Guy Hellers                | Futbol                     | Marion Hammang             | Halterofília               |
| 1991 | Marc Girardelli            | Esquí                      | Malou Thill                | Halterofília               |
| 1992 | Eugène Berger              | Alpinisme                  | Marion Hammang             | Halterofília               |
| 1993 | Marc Girardelli            | Esquí                      | Anne Kremer                | Tennis                     |
| 1994 | Marc Girardelli            | Esquí                      | Raymonde Moes              | Karate                     |
| 1995 | Guy Hellers                | Futbol                     | Nancy Kemp-Arendt          | Triatló                    |
| 1996 | Marc Girardelli            | Esquí                      | Nancy Kemp-Arendt          | Triatló                    |
| 1997 | Christian Poos             | Ciclisme de competició     | Nancy Kemp-Arendt          | Triatló                    |
| 1998 | Dan Dethier                | Triatló                    | Anne Kremer                | Tennis                     |
| 1999 | Jeff Strasser              | Futbol                     | Anne Kremer                | Tennis                     |
| 2000 | Kim Kirchen                | Ciclisme de competició     | Nancy Kemp-Arendt          | Triatló                    |
| 2001 | Jeff Strasser              | Futbol                     | Ni Xialian                 | Tennis de taula            |
| 2002 | David Fiegen               | Atletisme                  | Tessy Scholtes             | Karate                     |
| 2003 | Kim Kirchen                | Ciclisme de competició     | Claudine Schaul            | Tennis                     |
| 2004 | Kim Kirchen                | Ciclisme de competició     | Elizabeth May              | Triatló                    |
| 2005 | Kim Kirchen                | Ciclisme de competició     | Elizabeth May              | Triatló                    |
| 2006 | Fränk Schleck              | Ciclisme de competició     | Elizabeth May              | Triatló                    |
| 2007 | Kim Kirchen                | Ciclisme de competició     | Elizabeth May              | Triatló                    |
| 2008 | Kim Kirchen                | Ciclisme de competició     | Marie Muller               | Judo                       |
| 2009 | Andy Schleck               | Ciclisme de competició     | Elizabeth May              | Triatló                    |
| 2010 | Andy Schleck               | Ciclisme de competició     | Marie Muller               | Judo                       |
| 2011 | Andy Schleck               | Ciclisme de competició     | Mandy Minella              | Tennis                     |
| 2012 | Laurent Carnol             | Natació                    | Marie Muller               | Judo                       |
| 2013 | Dirk Bockel                | Triatló                    | Christine Majerus          | Ciclisme de competició     |
| 2014 | Gilles Müller              | Tennis                     | Jenny Warling              | Karate                     |
| 2015 | Gilles Müller              | Tennis                     | Christine Majerus          | Ciclisme de competició     |
| 2016 | Gilles Müller              | Tennis                     | Christine Majerus          | Ciclisme de competició     |

## Estadístiques individuals

### Guanyadors de més de tres títols
| Nom | Nom                | Esport                 | Títols |
| --- | ------------------ | ---------------------- | ------ |
|     | Jeanny Dom         | Tennis de taula        | 7      |
|     | Marc Girardelli    | Esquí                  | 6      |
|     | Nancy Kemp-Arendt  | Natació, triatló       | 6      |
|     | Kim Kirchen        | Ciclisme               | 6      |
|     | Elizabeth May      | Triatló                | 5      |
|     | Roland Bombardella | Atletisme              | 4      |
|     | Charly Gaul        | Ciclisme               | 4      |
|     | Carine Risch       | Tennis de taula        | 4      |
|     | Charles Sowa       | Marxa atlètica         | 4      |
|     | Sylvie Hülsemann   | Esquí aquàtic          | 3      |
|     | Danièle Kaber      | Atletisme              | 3      |
|     | Anne Kremer        | Tennis                 | 3      |
|     | Andy Schleck       | Ciclisme               | 3      |
|     | Marie Muller       | Judo                   | 3      |
|     | Christine Majerus  | Ciclisme de competició | 3      |
|     | Gilles Müller      | Tenis                  | 3      |

### Títols per esport
| Esport | Esportistes | Títols |
| --- | ----------- | ------ |
| Ciclisme de competició                                                                                          | 8           | 18     |
| Atletisme | 8           | 15     |
| Tennis de taula                                                                                                 | 4           | 13     |
| Triatló | 4           | 11     |
| Futbol | 4           | 7      |
| Tennis | 4           | 6      |
| Esquí | 1           | 6      |
| Tir amb arc | 3           | 4      |
| Marxa atlètica                                                                                                  | 1           | 4      |
| Esgrima | 3           | 3      |
| Esquí aquàtic                                                                                                   | 1           | 3      |
| Halterofília | 1           | 3      |
| Natació | 2           | 3      |
| Karate | 3           | 3      |
| Judo | 1           | 3      |
| Note: Nancy Kemp-Arendt els dos primers títols es classifiquen en natació, i els quatre més recents en triatló. |             |        |